# Spineshank
Spineshank je americká alternative/industrial/nu metalová kapela z Los Angeles založená v roce 1996. Její členové Johnny Santos (zpěv), Mike Sarkisyan (kytara) a Tom Decker (bicí) působili předtím ve skupině Basic Enigma. Po poslechu desky Demanufacture od Fear Factory se rozhodli činnost Basic Enigma ukončit a založit novou kapelu Spineshank, kde přibrali ještě baskytaristu Roberta Garciu. Spineshank se posléze spřátelili s kytaristou Dinem Cazaresem z Fear Factory, který jim pomohl v kariéře.
Debutové studiové album Strictly Diesel vyšlo roku 1998.
K roku 2025 kapela vydala čtyři studiová alba, jedno kompilační album a několik singlů.

## Diskografie
Studiová alba
- Strictly Diesel (1998)
- The Height of Callousness (2000)[1]
- Self-Destructive Pattern (2003)
- Anger Denial Acceptance (2012)

Kompilační alba
- The Best of Spineshank (2008)